# جيمس دبليو. كوكي
جيمس دبليو. كوكي (بالإنجليزية: James W. Cooke)‏ هو ضابط أمريكي، ولد في 23 أغسطس 1812 في كارولاينا الشمالية في الولايات المتحدة، وتوفي في 21 يونيو 1869 في بورتسموث في الولايات المتحدة.